# Krwotok wewnątrzczaszkowy noworodka
Krwotok wewnątrzczaszkowy noworodka (haemorrhagia intracranialis) – powstaje na skutek urazu mechanicznego, urazu zamartwiczego lub obu urazów łącznie. Do urazów mechanicznych najczęściej zalicza się:
- rozdarcie namiotu móżdżku
- sierp mózgu

Najczęściej urazy powodowane są zabiegiem kleszczowym lub powstają w czasie udzielania pomocy ręcznej podczas porodu.

## Mechanizm
Rozdarcie namiotu móżdżku lub sierpu mózgu powodują krwawienia do jąder podstawy czaszki, komór mózgu, tkanki mózgowej. W następstwie powstają ogniska martwicy tkanki mózgowej i jeśli nie dochodzi do zgonu w krótkim czasie po urodzeniu, u noworodka mogą wystąpić objawy opóźnionego rozwoju umysłowego i urazu mózgu.

## Objawy
W krwawieniach rozległych może dojść do:
- pogorszenia się stanu klinicznego z drgawkami
- zaburzenia przytomności
- stopniowego pogarszania się stanu ogólnego
- nieprawidłowości neurologiczne: zaburzenia ruchów gałek ocznych, zmniejszona ruchomość spontaniczna, zaburzenia napięcia mięśniowego

## Czynniki ryzyka
Czynnikami ryzyka są:
- noworodki urodzone przedwcześnie
- brak podania glikokortysteroidów przed porodem w wypadku porodu przedwczesnego
- zapalenie błon płodowych

Do późnych czynników ryzyka występujących po porodzie zalicza się:
- zespół zaburzeń oddychania
- drożny przewód tętniczy
- odma opłucnowa

## Leczenie
Leczenie noworodków z krwawieniami okołokomorowymi/dokomorowymi jest głównie objawowe. Obecnie wiadomo, że w zapobieganiu rozległym krwawieniom wewnątrzczaszkowym istotne znaczenie ma transport in utero i poród na oddziale referencyjnym najwyższego (III) stopnia. Dzięki temu zapewnione są optymalne decyzje położnicze i właściwe zaopatrzenie noworodka od chwili urodzenia. Najważniejsza jest skuteczna resuscytacja wg aktualnych zaleceń dla noworodków urodzonych przedwcześnie z kontrolowanym ciśnieniem oraz odpowiednim stężeniem tlenu.